# 베트남계 프랑스인
베트남계 프랑스인(프랑스어: Diaspora vietnamienne en France)은 베트남에 기원을 둔 프랑스인들을 지칭하는 말이다.

## 같이 보기
- 베트남-프랑스 관계
- 프랑스령 인도차이나
- 코친차이나
- 안남 보호령